# Canon EF 38-76mm f/4.5-5.6
El Canon EF 38-76mm f/4.5-5.6 és un objectiu zoom i normal de la sèrie L amb muntura Canon EF.
Aquest, va ser comercialitzat per Canon el febrer de 1995.
Aquest, és l'objectiu zoom que venia de kit amb alguns models de càmera rèflex a mitjans i finals dels anys 90.
Aquest objectiu és un tot terreny, per tant es pot utilitzar per molts tipus de fotografia, com paisatge i retrat.

## Característiques
Les seves característiques més destacades són:
- Distància focal: 38-76mm
- Obertura: f/4.5 - 27 (a 38mm) i f/5.6 - 27 (a 76mm)
- Motor d'enfocament: Micromotor AF[3]
- Distància mínima d'enfocament: 58cm
- Rosca de 52mm

## Construcció[5]
- El canó, muntura i l'anell de filtre son de plàstic, el que fa que sigui un objectiu lleuger.
- El diafragma consta de 5 fulles, i les 6 lents de l'objectiu estan distribuïdes en 6 grups.

## Accessoris compatibles[3]
- Tapa E-52
- Parasol EW-54
- Filtres de 52mm
- Tapa posterior E

## Objectius similars amb muntura Canon EF
- Canon EF 35-80mm f/4-5.6 USM[6]
- Canon EF 35-80mm f/4-5.6 PZ[7]
- Canon EF 35-80mm f/4-5.6[8]
- Canon EF 35-80mm f/4-5.6 II[9]
- Canon EF 35-80mm f/4-5.6 III[10]